# Estrela (samhälle)
Estrela är ett samhälle i Brasilien.   Det ligger i kommunen Vacaria och delstaten Rio Grande do Sul, i den södra delen av landet, 1 400 km söder om huvudstaden Brasília. Estrela ligger 910 meter över havet och antalet invånare är 24 200.
Terrängen runt Estrela är kuperad åt nordost, men åt sydväst är den platt.
I omgivningarna runt Estrela växer i huvudsak städsegrön lövskog. Trakten runt Estrela är nära nog obefolkad, med mindre än två invånare per kvadratkilometer.